# Bolton-Est
Bolton-Est es un municipio canadiense situado en la provincia de Quebec.

## Superficie
Bolton-Est tiene una superficie de 79,39 km².

## Demografía
En 2021, tenía 1108 habitantes, una densidad poblacional de 14 hab./km², y 856 viviendas.